# Ghiacciaio Hobbs
Il ghiacciaio Hobbs è un ghiacciaio lungo circa 5 km situato sull'isola di James Ross, davanti alla costa orientale della penisola Trinity, l'estremità settentrionale della Terra di Graham, in Antartide. Il ghiacciaio si trova in particolare nella parte orientale dell'isola, all'interno di un ripido circo glaciale, dove fluisce verso sud-est, fino a entrare nella baia di Markham, poco a sud di punta Rabot, il promontorio che lo separa dal ghiacciaio Gourdon.

## Storia
Così come l'intera isola di James Ross, il ghiacciaio Hobbs è stato cartografato per la prima volta nel corso della Spedizione Antartica Svedese, condotta dal 1901 al 1904 al comando di Otto Nordenskjöld, e proprio quest'ultimo lo ha così battezzato in onore del geologo e glaciologo statunitense William H. Hobbs.